# Arjadewa
Arjadewa (sanskryt आर्यदेव, Āryadēva; chiń. Tipo (提婆); kor. 제바, jap. だいば, wiet. Dê Ba La) lub Shengtian (chiń. 聖天, kor. 성천; jap. 聖提婆; wiet. Thánh Thiên) – indyjski filozof buddyjski z II–III wieku.

## Życiorys
Jego miejsce urodzenia jest do dziś niepewne. Niektórzy badacze uważają, iż urodził się na Cejlonie (Sri Lance) jako królewski syn. Inni, że w południowych Indiach w rodzinie bramińskiej. Był uczniem i następcą Nagardżuny (skt. Nāgārjuna), z którym założył szkołę madhjamiki. Wędrował po południowych Indiach propagując buddyzm i nawrócił groźnego króla-despotę. Był znakomitym dyskutantem i prowadził dysputy religijne i filozoficzne z tīrthikami wygrywając je i nawracając niektórych z nich. Ze swoimi uczniami odseparował się w lesie i tam stworzył Śata śastrę oraz Catuhśatakę, uważaną za jego główne dzieło. Pisał w języku pali i w sanskrycie. Pisał komentarze do dzieł swego mistrza oraz własne traktaty na temat filozofii madhjamiki.
Został uznany za 15 patriarchę buddyzmu medytacyjnego (dhjana) (skr. dhyāna; chin. chan); jest znany także jako Kanadewa (skt. Kanadēva).
Przypisuje mu się następujące dzieła:
- Catuhśataka. [T 1570, K 582][a] (także Catuhśatika) (dosłownie Cztery setki [wersów]). W sanskrycie znane jest tylko we fragmentach. Z pełnej wersji tybetańskiej zrekonstruowano wersję sanskrycką. W chińskim kanonie znajduje się jej tłumaczenie dokonane przez Xuanzanga jako Guangbai lunben ok. 647 r. Objaśnienie doktryny niesubstancjalności.
- Śata śastra. [T 1569, K 581] (Traktat w stu wersach). Została przetłumaczona na język chiński przez Kumaradziwę (skt. Kumārajīva) w 404 r. w Chang’anie. jako Bai lun. Wyjaśnienie doktryny buddyjskiej. Przetłumaczył ją także Xuanzang jako Śata śastra vaipulya w 650 r. wraz z komentarzem Dharmapali (skt. Dharmapāla).
- Aksara Śatakavritti. [T 1572, K 631] Przetrwała tylko w języku chińskim jako Baizi lun (Śatāksara śastrām) i w języku tybetańskim Yi.ge brgya.pa. W Tybecie jest niesłusznie przypisywana Nagardżunie.
- Mahāpurusa śastra. [T 1577, K 615] Przetłumaczona na język chiński przez Daotaia pom. 397 a 439 r. jako
- Hastavāla-prakarana. [T1620, K 643] Znana w Chinach jako Mustiprakarana. Autorstwo niepewne (najpewniej jest to dzieło Dignagi (skr. Dignāga). Tłumaczenie Paramarthy (skr. Paramārtha) pom. 558 a 569 r. jako Jiejuan lun.

Być może jego autorstwa są także:
- Cittaviśuddhi prakarana.
- Jñānasāra samuccaya.
- Bodhicittavivarana.